# Municipio de Wood (Indiana)
El municipio de Wood (en inglés: Wood Township) es un municipio ubicado en el condado de Clark en el estado estadounidense de Indiana. En el año 2010 tenía una población de 2747 habitantes y una densidad poblacional de 27,22 personas por km².

## Geografía
Según la Oficina del Censo de los Estados Unidos, tiene una superficie total de 100.92 km², de la cual 100,57 km² corresponden a tierra firme y (0,34 %) 0,35 km² es agua.

## Demografía
Según el censo de 2010, había 2747 personas residiendo en el municipio de Wood. La densidad de población era de 27,22 hab./km². De los 2747 habitantes, el municipio de Wood estaba compuesto por el 96,94 % blancos, el 0,07 % eran afroamericanos, el 0,33 % eran amerindios, el 0,15 % eran asiáticos, el 1,78 % eran de otras razas y el 0,73 % eran de una mezcla de razas. Del total de la población el 2,26 % eran hispanos o latinos de cualquier raza.